# Johannes Fröhlinger
Johannes Fröhlinger (Gerolstein, Vulkaneifel, Renània-Palatinat, 9 de juny de 1985) és un ciclista alemany, professional des del 2007. Actualment corre al Team Sunweb.
En el seu palmarès sols destaca la victòria al Tour d'Alsàcia de 2006.

## Palmarès
- 2006
  - 1r al Trophée des Champions
  - 1r al Tour d'Alsàcia

### Resultats al Tour de França
- 2009. 78è de la classificació general
- 2010. 90è de la classificació general
- 2012. No surt (8a etapa)
- 2013. 146è de la classificació general

### Resultats a la Volta a Espanya
- 2007. 45è de la classificació general
- 2010. 37è de la classificació general
- 2011. 49è de la classificació general
- 2012. 83è de la classificació general
- 2013. 59è de la classificació general
- 2014. 97è de la classificació general
- 2015. 143è de la classificació general
- 2016. 87è de la classificació general
- 2017. 120è de la classificació general
- 2018. 115è de la classificació general

### Resultats al Giro d'Itàlia
- 2008. 51è de la classificació general